# Diluvio de San Dámaso
El Diluvio de San Dámaso fueron unas lluvias torrenciales que afectaron a la localidad de Garachico en la isla de Tenerife (Canarias, España) el 11 de diciembre de 1645. Se calcula que murieron más de cien personas, destruyendo ochenta hogares y cuarenta embarcaciones en el puerto. Las pérdidas se cifraron en 300.000 ducados y supuso el inicio del declive del puerto de Garachico, que por entonces era el principal puerto de la isla.